# St. Marys (Iowa)
St. Marys é uma cidade localizada no estado americano de Iowa, no Condado de Warren.

## Demografia
Segundo o censo americano de 2000, a sua população era de 134 habitantes.

## Geografia
De acordo com o United States Census Bureau tem uma área de
0,4 km², dos quais 0,4 km² cobertos por terra e 0,0 km² cobertos por água.

## Localidades na vizinhança
O diagrama seguinte representa as localidades num raio de 16 km ao redor de St. Marys.